# Sint-Bavokerk (Raamsdonk)
De Sint-Bavokerk is de katholieke parochiekerk van Raamsdonk. Architect was Carl Weber. Ze stamt uit 1889 en is gelegen aan Kerkplein 2.

## Geschiedenis
De Raamsdonkse katholieken raakten hun Lambertuskerk definitief kwijt in 1609. Zij konden pas vanaf 1690 gebruikmaken van een schuurkerk in de Waspikse buurtschap Benedenkerk. In 1787 mochten zij ook in Raamsdonk een schuurkerk inrichten. Deze bevond zich aan de Bergenstraat en ze was gewijd aan Sint-Bavo. Hoewel de katholieken in 1798 nog een poging deden hun oude Lambertuskerk terug te krijgen, werd dit niet gehonoreerd. Wél kregen zij een financiële schadeloosstelling.
Op 18 april 1888 begon men met de bouw van de nieuwe Sint-Bavokerk, die op 16 september 1889 werd ingewijd. In 1969 werden verlichte wijzerplaten op de koepel aangebracht en van 2010 - 2011 werd de kerk ingrijpend gerestaureerd.

## Gebouw
De Sint-Bavo werd ontworpen door architect Carl Weber en geldt als een hoogtepunt in zijn oeuvre. Het betreft een kruisbasiliek in neoromanogotische stijl. Kenmerkend is de hoge koepel die enigszins disproportioneel aandoet. Dit is te wijten aan het feit dat de twee westtorens, waarin oorspronkelijk was voorzien, door geldgebrek nimmer zijn afgebouwd.
De kerk bezit een verguld koperen monstrans uit de 17e eeuw. Er zijn twee orgels: een Pels-orgel uit 1930 en een Verschueren-orgel uit 1986.

## Afbeeldingen

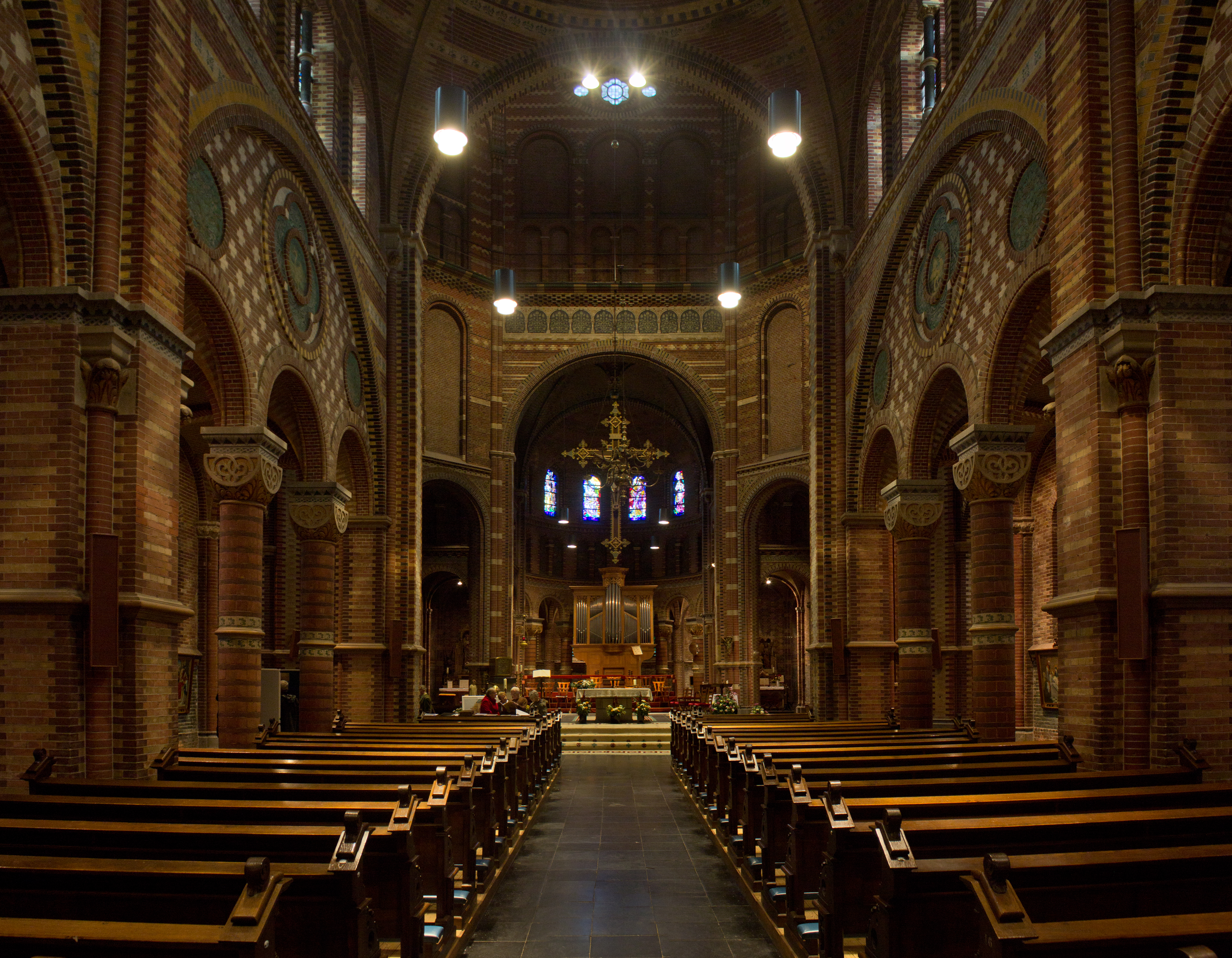
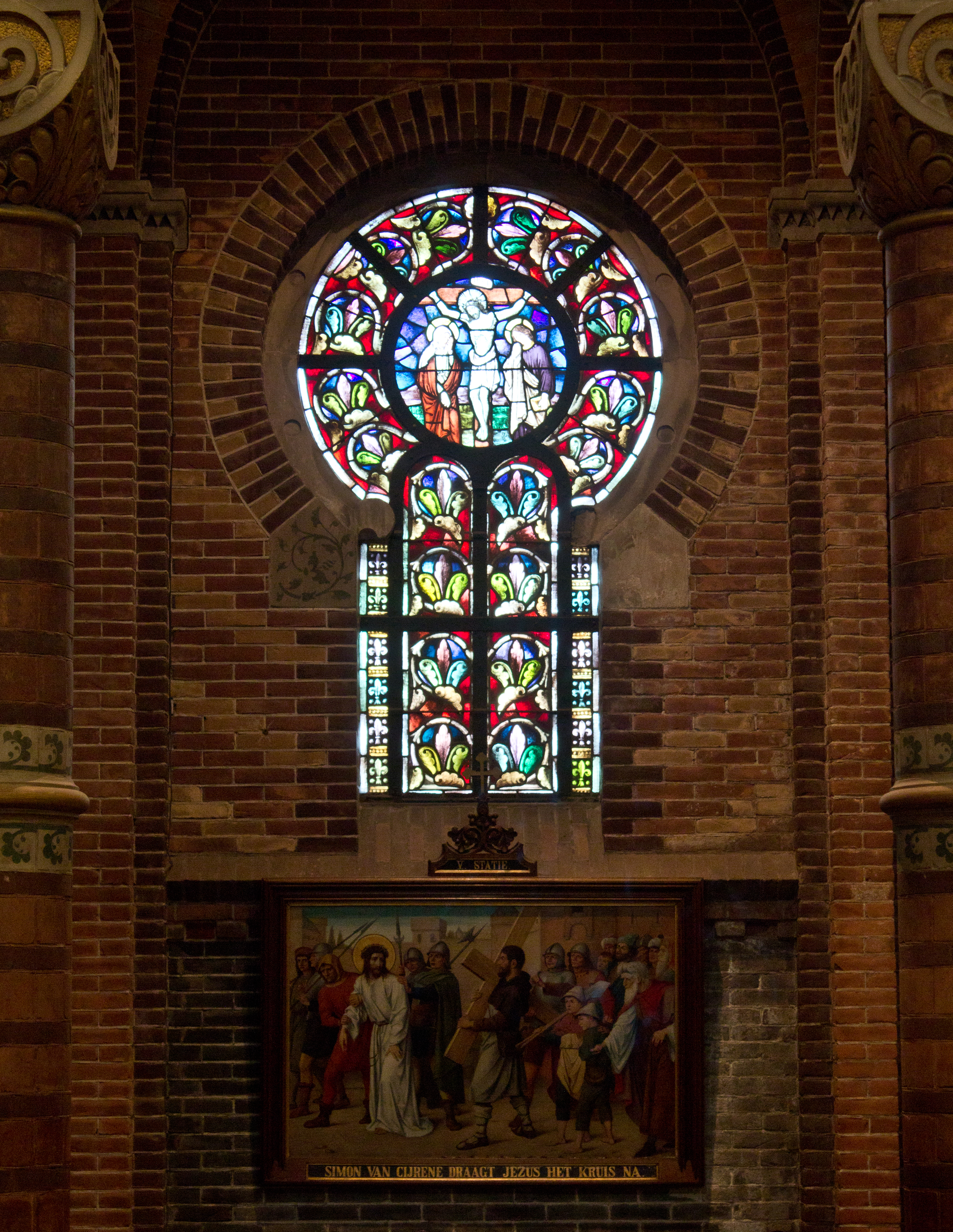
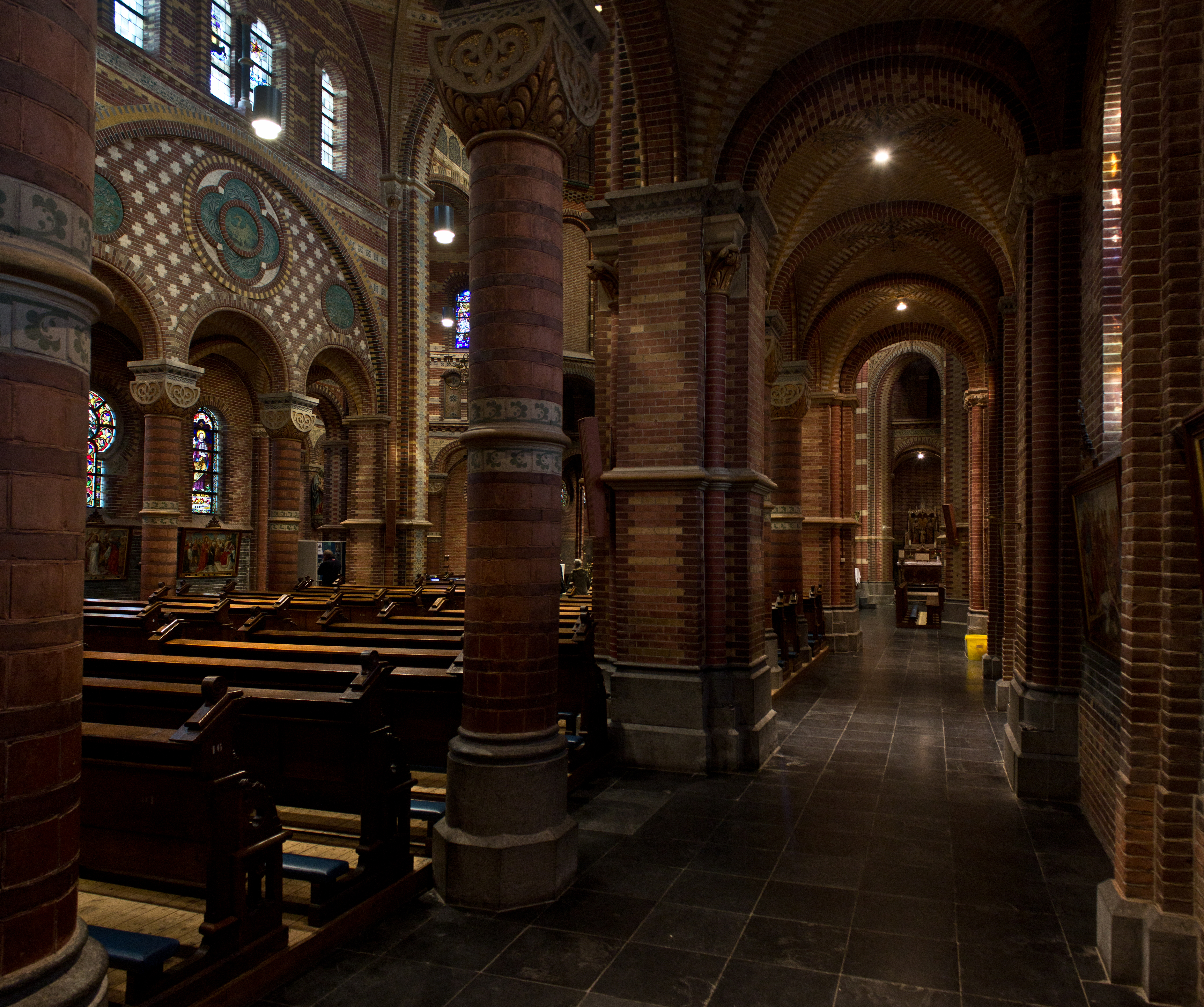
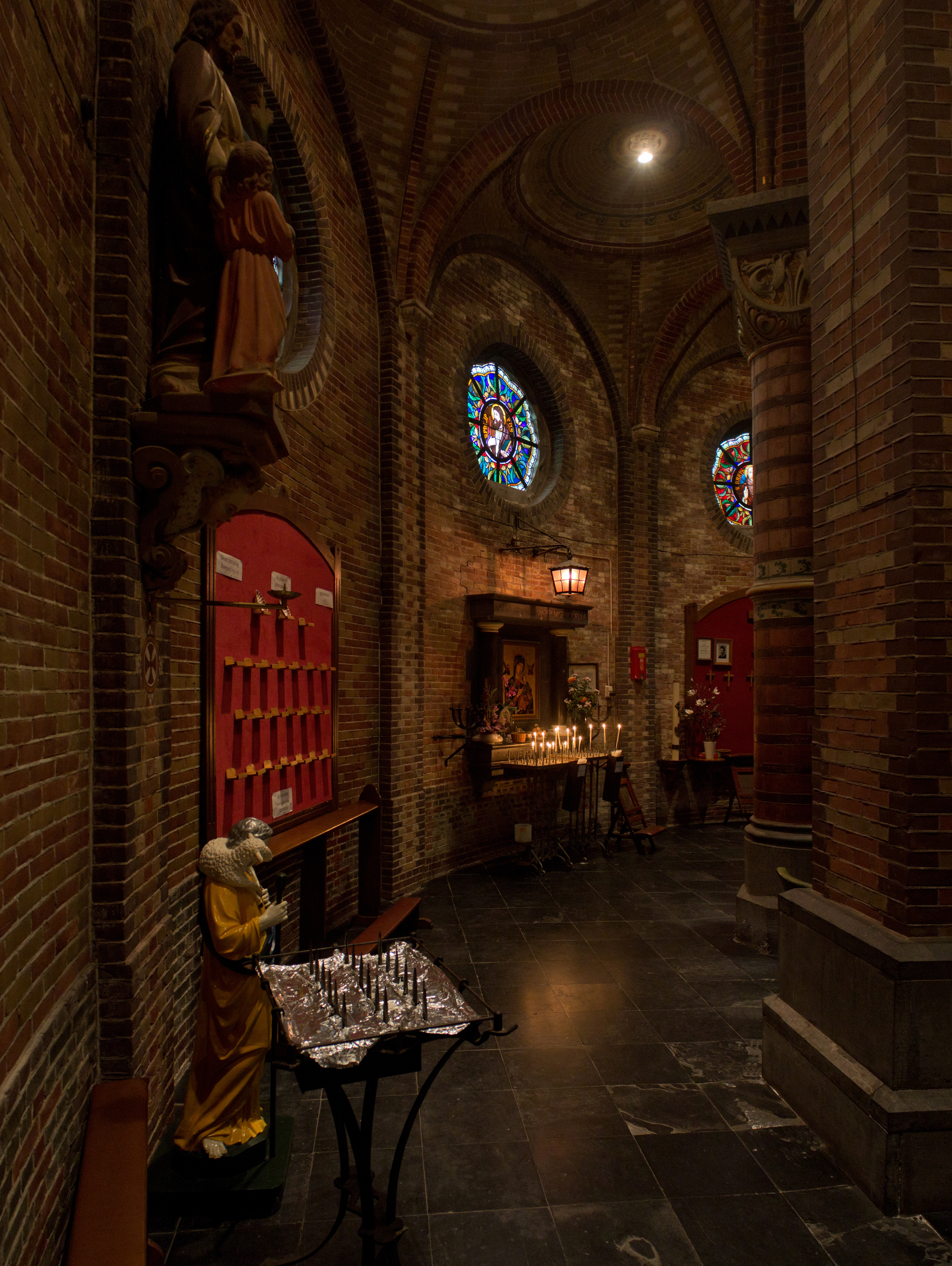
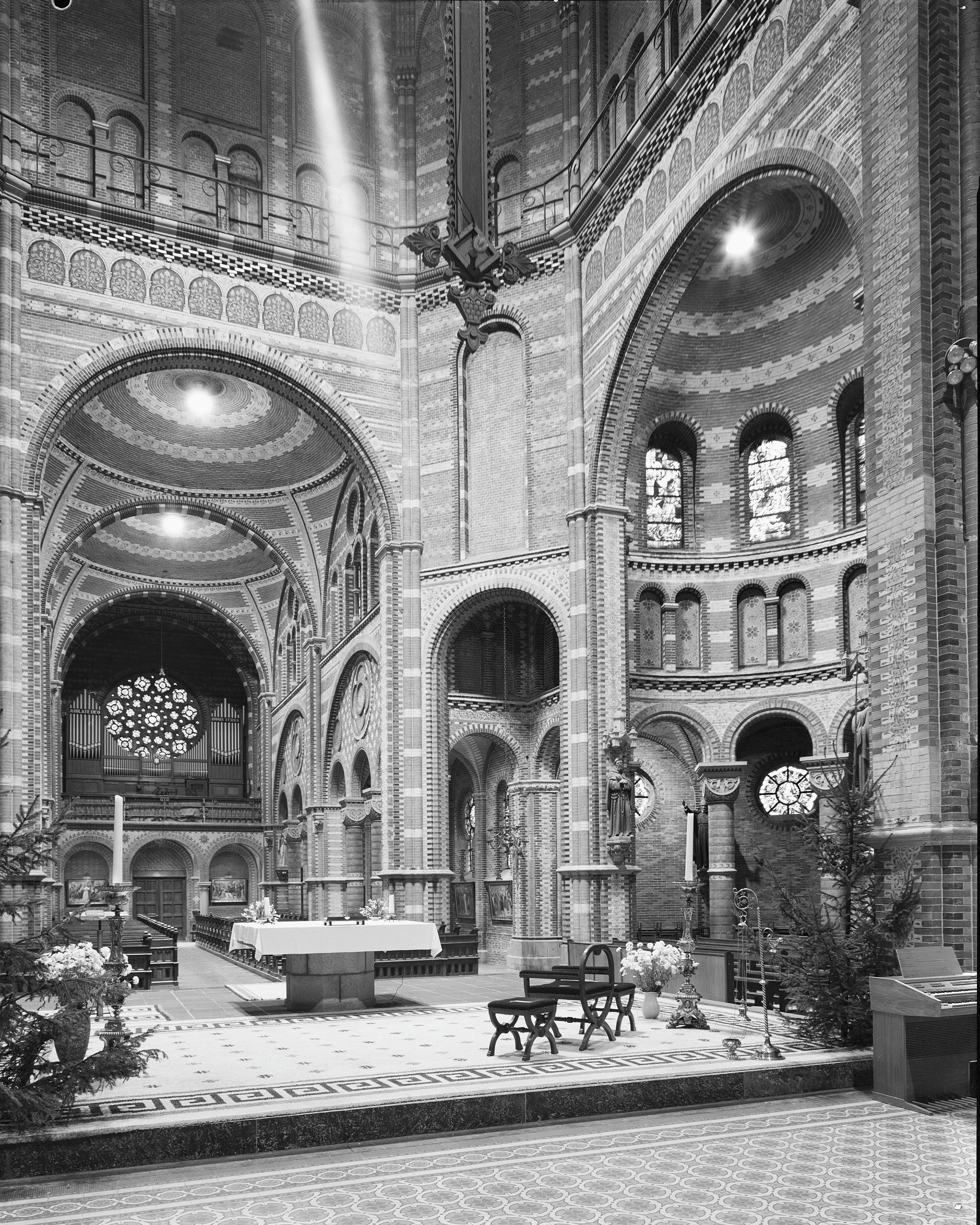
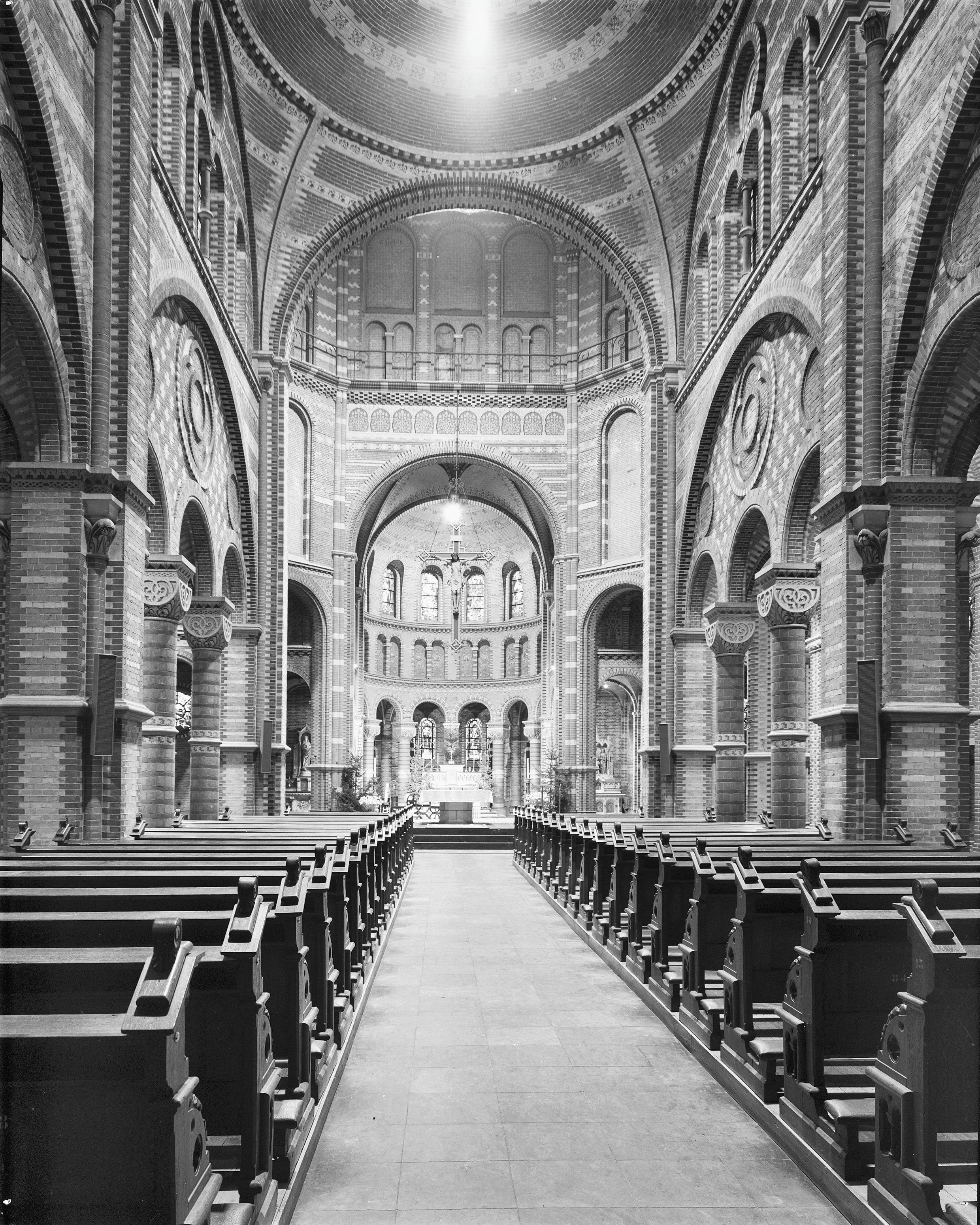